# Семашко, Елена Владимировна
Елена Владимировна Семашко (в девичестве — Топчина) (род. 28 сентября 1966 года, Ленинград) — советская и российская легкоатлетка и тренер по лёгкой атлетике, специализирующаяся в прыжках в высоту.
Серебряный призёр Игр доброй воли 1994 года. Двукратная чемпионка России (1993, 1994). Чемпионка Европы среди юниоров 1983 года. Заслуженный тренер России (2018).

## Биография
Елена Владимировна Топчина родилась 28 сентября 1966 года в Ленинграде. В родном городе окончила школу № 504.
Начала заниматься лёгкой атлетикой в 11 лет под руководством Валентины Ивановны Никифоровой.
Дебютировала на международной арене в 1983 году, победив на чемпионате Европы среди юниоров. Участвовала в двух чемпионатах мира (1993, 1995), в двух чемпионатах Европы в помещении (1990, 1994), чемпионате Европы 1994 года.
Завершила карьеру в 2002 году. Вышла замуж и взяла фамилию супруга — Семашко.
Работает тренером-преподавателем в СДЮСШОР «Академия лёгкой атлетики Санкт-Петербурга». Среди её воспитанников: Наталья Балуева (Кушнир), Роман Евгеньев, Евгения Кононова, Денис Федоренков и другие спортсмены.
В 2018 году удостоена звания «Заслуженный тренер России».

## Основные результаты

### Международные
| Год  | Соревнования                   | Место проведения        | Место  | Результат |
| ---- | ------------------------------ | ----------------------- | ------ | --------- |
| 1983 | Чемпионат Европы среди юниоров | Швехат, Австрия         | 1      | 1,94 м    |
| 1990 | Чемпионат Европы в помещении   | Глазго, Великобритания  | 7      | 1,88 м    |
| 1993 | Чемпионат мира                 | Штутгарт, Германия      | 11     | 1,88 м    |
| 1994 | Чемпионат Европы в помещении   | Париж, Франция          | 13 (q) | 1,87 м    |
| 1994 | Игры доброй воли               | Санкт-Петербург, Россия | 2      | 1,93 м    |
| 1994 | Чемпионат Европы               | Хельсинки, Финляндия    | 8      | 1,90 м    |
| 1995 | Чемпионат мира                 | Гётеборг, Швеция        | 10     | 1,93 м    |
| 1996 | Кубок Европы                   | Мадрид, Испания         | 3      | 1,90 м    |

### Национальные
| Год  | Соревнования                    | Место проведения | Место | Результат |
| ---- | ------------------------------- | ---------------- | ----- | --------- |
| 1986 | Летняя Спартакиада народов СССР | Ташкент          | 3     | 1,92 м    |
| 1990 | Чемпионат СССР в помещении      | Челябинск        | 3     | 1,96 м    |
| 1991 | Чемпионат СССР в помещении      | Волгоград        | 2     | 1,92 м    |
| 1993 | Чемпионат России                | Москва           | 1     | 1,94 м    |
| 1994 | Чемпионат России в помещении    | Липецк           | 2     | 1,92 м    |
| 1994 | Чемпионат России                | Санкт-Петербург  | 1     | 1,97 м    |
| 1995 | Чемпионат России в помещении    | Волгоград        | 2     | 1,92 м    |
| 1995 | Чемпионат России                | Москва           | 3     | 1,95 м    |
| 1996 | Чемпионат России в помещении    | Москва           | 4     | 1,92 м    |
| 1997 | Чемпионат России                | Тула             | 4     | 1,92 м    |
| 1998 | Чемпионат России в помещении    | Москва           | 8     | 1,92 м    |
| 1998 | Чемпионат России                | Москва           | 4     | 1,89 м    |

## Награды и звания
- Премия Правительства Санкт-Петербурга (2013)[6].
- Почётное звание «Заслуженный тренер России» (2018).